# Tuffi ai XVII Giochi asiatici - Trampolino 3 metri maschile
La competizione dei tuffi dal trampolino 3 metri maschile dei XVII Giochi asiatici si è disputata il 2 ottobre 2014 presso il Centro Acquatico Munhak Park Tae-hwan, di Incheon, in Corea del Sud. La gara si è svolta in due turni (preliminare e finale), in ognuno dei quali l'atleta ha eseguito una serie di sei tuffi.

## Programma
| Data           | Ora (UTC+9) | Turno       |
| -------------- | ----------- | ----------- |
| 2 ottobre 2014 | 10:00       | Preliminari |
| 2 ottobre 2014 | 14:10       | Finale      |

## Risultati

### Preliminare
| Class | Atleta             | Nazione       | Tuffi | Tuffi | Tuffi | Tuffi | Tuffi | Tuffi | Totale |
| Class | Atleta             | Nazione       | 1     | 2     | 3     | 4     | 5     | 6     | Totale |
| ----- | ------------------ | ------------- | ----- | ----- | ----- | ----- | ----- | ----- | ------ |
| 1     | He Chao            | Cina          | 85.00 | 79.90 | 87.50 | 84.60 | 81.90 | 95.00 | 513.90 |
| 2     | Cao Yuan           | Cina          | 86.70 | 85.00 | 95.00 | 78.75 | 68.40 | 91.00 | 504.85 |
| 3     | Kim Yeong-nam      | Corea del Sud | 72.85 | 76.50 | 75.00 | 84.00 | 59.40 | 70.50 | 438.25 |
| 4     | Ken Terauchi       | Giappone      | 67.50 | 72.00 | 70.95 | 72.00 | 61.20 | 74.40 | 418.05 |
| 5     | Ahmad Amsyar Azman | Malaysia      | 66.65 | 64.50 | 52.70 | 75.25 | 87.40 | 71.40 | 417.90 |
| 6     | Ooi Tze Liang      | Malaysia      | 58.90 | 70.95 | 75.25 | 57.80 | 70.20 | 74.80 | 407.90 |
| 7     | Shō Sakai          | Giappone      | 67.50 | 67.50 | 72.85 | 67.50 | 63.00 | 69.30 | 407.65 |
| 8     | Park Ji-ho         | Corea del Sud | 68.20 | 66.00 | 66.30 | 67.50 | 63.00 | 67.50 | 398.50 |
| 9     | Timothy Lee        | Singapore     | 64.50 | 49.60 | 63.00 | 42.00 | 61.50 | 58.80 | 339.40 |
| 10    | Abdulrahman Abbas  | Kuwait        | 58.50 | 46.50 | 57.00 | 49.50 | 63.00 | 44.95 | 319.45 |
| 11    | Leong Kam Cheong   | Macao         | 54.00 | 49.20 | 48.00 | 51.80 | 48.75 | 45.60 | 297.35 |
| 12    | Hasan Qali         | Kuwait        | 43.50 | 49.50 | 50.40 | 51.15 | 60.00 | 36.75 | 291.30 |

### Finale
| Class   | Atleta             | Nazione       | Tuffi | Tuffi | Tuffi | Tuffi | Tuffi | Tuffi | Totale |
| Class   | Atleta             | Nazione       | 1     | 2     | 3     | 4     | 5     | 6     | Totale |
| ------- | ------------------ | ------------- | ----- | ----- | ----- | ----- | ----- | ----- | ------ |
| Oro     | Cao Yuan           | Cina          | 86.70 | 85.00 | 81.70 | 94.50 | 90.00 | 85.75 | 523.65 |
| Argento | He Chao            | Cina          | 86.70 | 81.60 | 91.00 | 81.00 | 78.00 | 85.50 | 503.80 |
| Bronzo  | Shō Sakai          | Giappone      | 72.00 | 75.00 | 75.95 | 76.50 | 84.00 | 72.60 | 456.05 |
| 4       | Kim Yeong-nam      | Corea del Sud | 74.40 | 79.90 | 72.00 | 73.50 | 69.30 | 70.50 | 439.60 |
| 5       | Ken Terauchi       | Giappone      | 67.50 | 72.00 | 74.25 | 69.00 | 73.10 | 74.40 | 430.25 |
| 6       | Park Ji-ho         | Corea del Sud | 74.40 | 67.50 | 76.50 | 72.00 | 67.50 | 70.50 | 428.40 |
| 7       | Ooi Tze Liang      | Malaysia      | 63.55 | 79.20 | 84.00 | 71.40 | 52.20 | 74.80 | 425.15 |
| 8       | Ahmad Amsyar Azman | Malaysia      | 74.40 | 63.00 | 69.70 | 78.75 | 45.60 | 71.40 | 402.85 |
| 9       | Hasan Qali         | Kuwait        | 60.00 | 57.00 | 49.20 | 65.10 | 58.50 | 52.50 | 342.30 |
| 10      | Timothy Lee        | Singapore     | 67.50 | 65.10 | 61.50 | 22.50 | 63.00 | 61.60 | 341.20 |
| 11      | Abdulrahman Abbas  | Kuwait        | 54.00 | 41.85 | 43.50 | 36.00 | 51.00 | 62.00 | 288.35 |
| 12      | Leong Kam Cheong   | Macao         | 49.50 | 46.80 | 54.00 | 39.20 | 50.00 | 42.00 | 281.50 |